# Systellogaster fascipennis
Systellogaster fascipennis là một loài ruồi trong họ Asilidae. Systellogaster fascipennis được Schiner miêu tả năm 1867. Loài này phân bố ở vùng Tân nhiệt đới.